# 谷畑英吾
谷畑 英吾（たにはた えいご、1966年（昭和41年）9月11日 - ）は、日本の政治家。彦根党政策アドバイザー、元滋賀県湖南市長（4期）、元甲西町長（1期）。

## 来歴
神奈川県小田原市生まれ。甲西町立甲西中学校、滋賀県立膳所高等学校卒業。1989年（平成元年）3月、金沢大学法学部法学科卒業。同年4月1日、滋賀県庁に採用され農林水産部農政課に配属される。1992年（平成4年）4月1日、総務部総務課に異動。滋賀県立大学開設準備室に席を置く。
1998年（平成10年）3月、京都大学大学院法学研究科修士課程修了。
2003年（平成15年）4月27日、甲西町長に就任。
2004年（平成16年）10月1日、甲西町と石部町は合併し湖南市が発足。これに伴って同年11月7日に行われた市長選挙に出馬し初当選。2008年（平成20年）、無投票により再選。
2012年（平成24年）10月14日に行われた市長選では、自由民主党所属の元県議・生田邦夫を僅差で破り3選（谷畑：10,769票、生田：9,894票）。投票率は49.98％。
2016年（平成28年）10月9日に告示された市長選で、無投票4選となった。
2018年（平成30年）6月6日から2019年（令和元年）6月12日まで、全国市長会副会長を務めた。
2020年（令和2年）7月、5選へ向け湖南市長選挙への立候補の意向を示したが、同年9月に立候補を撤回する意向を示した。
2024年（令和6年）10月、湖南市長選挙へ再出馬したが、元教育長で新人の松浦加代子に敗れた。

## 政策・人物
- 2020年（令和2年）2月27日、新型コロナウイルス対策として、安倍晋三首相が全国の公立小中学校、高校、特別支援学校に対し3月2日からの休校要請を行った。これに対し谷畑は2月28日、自身のフェイスブックに以下のように書き記した。谷畑の発言は瞬く間に拡散され、新聞各紙も記事に取り上げた[9][10]。

- 同年5月19日、新型コロナウイルス対策の財源に充てるため、自身と副市長、教育長の6月期末手当を全額カットすると発表した[11]。